# Loyola de Palacio de Vallelersundi
Ignacia de Loyola de Palacio y de Vallelersundi, coneguda amb el nom de Loyola de Palacio, (Madrid, Espanya, 16 de setembre de 1950 - íb. 13 de desembre de 2006) fou una política espanyola, que fou ministra d'Agricultura, Pesca i Alimentació en el primer govern de José María Aznar, així com membre de la Comissió Europea entre 1999 i 2004 sota la presidència de Romano Prodi.

## Biografia
Va néixer el 16 de setembre de 1950 a la ciutat de Madrid, neta de l'enginyer Alberto de Palacio, que va dissenyar el Pont Penjant de Portugalete (avui en dia considerat Patrimoni de la Humanitat) i germana de la també política Ana Palacio Vallelersundi. Va estudiar dret a la Universitat Complutense de Madrid.
A finals d'agost de l'any 2006 se li va detectar un càncer avançat i va ser traslladada a un hospital de Houston (Estats Units d'Amèrica), on va començar a rebre tractament. Va morir el 13 de desembre de 2006 a l'Hospital Doce de Octubre de Madrid de forma inesperada i va ser enterrada a la localitat guipuscoana de Deba en el panteó familiar.

## Activitat política

### Política espanyola
L'any 1977 va esdevenir la primera Secretària General i fundadora de les Noves Generacions d'Aliança Popular, càrrec que va ocupar fins al 1978. Entre 1979 i 1982 va ocupar la Secretària General Tècnica de la Federació d'Associacions de la Premsa. A l'any següent va entrar en la política activa ocupant la Secretària General Tècnica del Grup Parlamentari Popular del Congrés dels Diputats i del Senat, càrrec que va mantenir fins al 1986.
En les eleccions generals de 1986 fou escollida senadora per la província de Segòvia, sent nomenada Portaveu Adjunt del Partit Popular al Senat. En les eleccions generals de 1989 fou escollida diputada per Segòvia al Congrés, esdevenint portaveu adjunta a Rodrigo Rato el 1990, i desenvolupant aquest càrrec fins al 1996. Reescollida diputada en les eleccions de 1993 i 1996, amb la victòria de José María Aznar en aquestes últimes, Loyola de Palacio fou nomenada Ministra d'Agricultura, Pesca i Alimentació
Durant la seva gestió com a ministra patí l'anomenat "frau del lli", un escàndol que va consitir que, gràcies a la recepció d'ajudes europees per al cultiu del lli, es va multiplicar la superfície conreada d'aquesta planta. Durant l'any 2006 els tribunals van demostrar que Loyola de Palacio era innocent en aquest procés.

### Política europea
El juliol de 1999 va dimitir del seu càrrec de ministra i abandonà el seu escó al Parlament Espanyol per esdevenir candidata del Partit Popular en les eleccions europees d'aquell any, aconseguint una àmplia majoria. Després de la seva victòria va ser designada cap de la Delegació espanyola del PP al Parlament Europeu, ocupant aquest càrrec fins que va ser nomenada Vicepresidenta de la Comissió Europea responsable de les Relacions amb el Parlament, Transport i Energia sota el mandat de la Comissió Prodi, càrrec que va ocupar fins a l'any 2004.
Durant la seva activitat al capdavant de la Comissió Europea va esdevenir la primera dona a esdevenir Vicepresidenta de la Comissió. Va ser la impulsora dels transports a la Unió Europea i del projecte Galileu, entre d'altres.
Després d'abandonar el càrrec a la Comissió Europea va ocupar la presidència del Consell de Política Exterior del Partit Popular, a més de ser membre del grup d'alt nivell de la Unió Europea i presidenta del think tank del Partit Popular Europeu.